# Francis Chichester
Francis Chichester (ur. 17 września 1901 w Barnstaple, zm. 26 sierpnia 1972 w Plymouth) – brytyjski lotnik i żeglarz, został odznaczony tytułem szlacheckim przez Elżbietę II za najszybsze przepłynięcie samotnie jachtem dookoła Ziemi.

Jacht Gypsy Moth IV wystawiony w Greenwich

W latach 1929–1931 odbył kilka pionierskich, samotnych lotów. W 1960 roku zwyciężył w transatlatyckich regatach samotnych żeglarzy (z Plymouth do Nowego Jorku w 40,5 dnia), a w okresie od 27 sierpnia 1966 r. do 28 maja 1967 na jachcie Gipsy Moth IV odbył najszybszy samotny rejs dookoła świata, przepływając z Plymouth do Sydney (14 100 mil) w 107 dni i z Sydney, po opłynięciu Przylądka Horn do Plymouth (15 517 mil) w 119 dni. Wyczyn był wtedy najdłuższym jachtowym przejściem z portu do portu. Cały rejs trwał 274 dni, ponieważ Chichester spędził 48 dni w Sydney, gdzie dokonano zmiany konstrukcyjnej w jego jachcie. Osiągnął też w trakcie rejsu  rekordową średnią prędkość samotnego żeglarza – 131 mil na dobę i pobił kilka dalszych rekordów prędkości.